# Mecz towarzyski

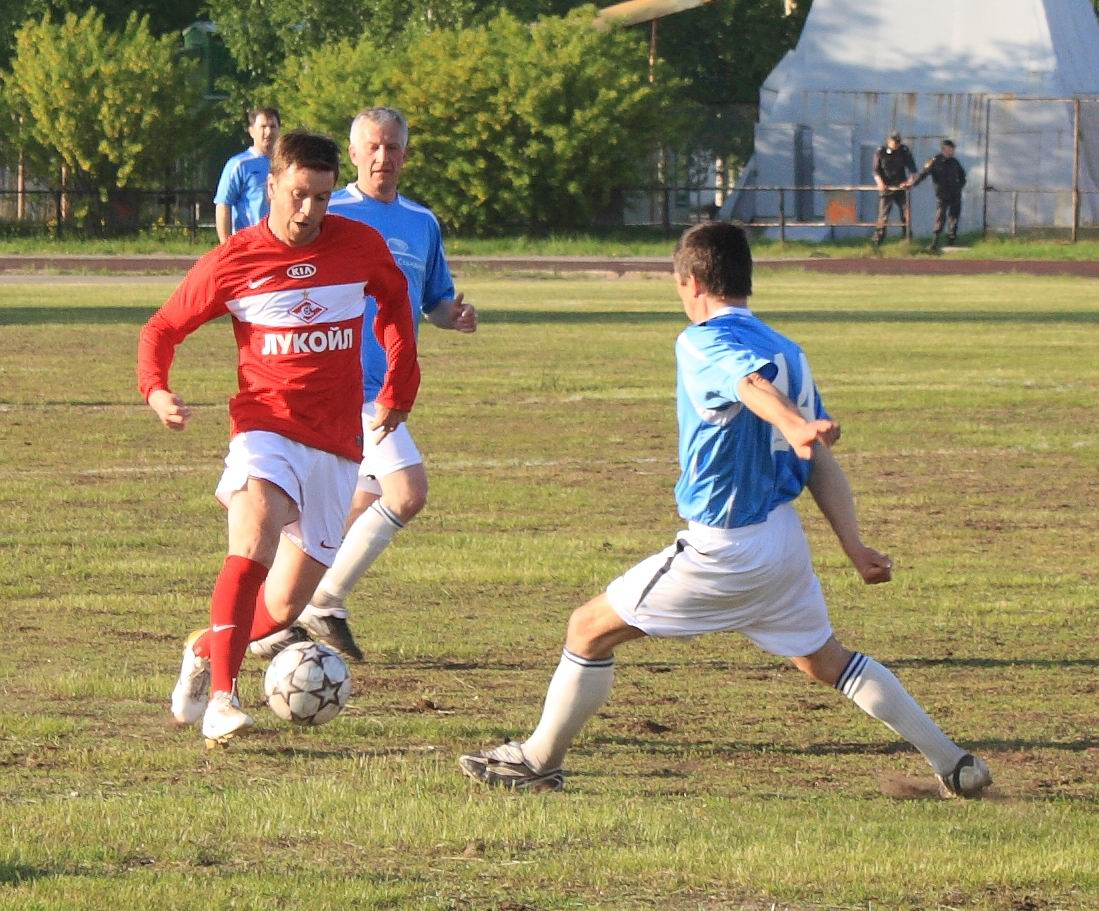
Mecz piłkarski (towarzyski)

Mecz towarzyski, potocznie sparing – w sporcie (np. piłka nożna) spotkanie odbywające się poza oficjalnymi rozgrywkami (liga, puchar, superpuchar, mistrzostwa międzypaństwowe). Stawką takiego spotkania nie są więc punkty czy awans do następnej rundy.
Rolą meczów towarzyskich jest z reguły wykrystalizowanie kadry na oficjalne spotkania, umożliwienie przećwiczenia nowych wariantów taktycznych, większe „zgranie” zawodników ze sobą. Międzynarodowe organizacje planują z wyprzedzeniem kalendarz rozgrywek, z góry przeznaczając część dni na oficjalne rozgrywki, zaś resztę na mecze towarzyskie. 
Szczególnym przypadkiem meczu towarzyskiego jest mecz charytatywny, z którego dochód przekazywany jest na szczytny cel. 
Sparing może również oznaczać mecz towarzyski, jednakże pojęcie stosowane jest przede wszystkim dla określenia meczów drużyn o nierównoprawnym statusie, na przykład drużyny pierwszoligowej z drugoligową, reprezentacji narodowej z drużyną klubową, pierwszego zespołu z drużyną rezerw.